# さかいで大橋まつり
さかいで大橋まつり（さかいでおおはしまつり）は、香川県坂出市で8月の第1土・日曜日を中心に行われている同市最大のイベント。坂出まつり協賛会の主催により行われる。

## 概要
1966年（昭和41年）、従来の「坂出みなと商工祭り」を「坂出まつり」と名称変更し第1回を開催。瀬戸大橋の開通後、現在の名称に変更した。
坂出駅前ハナミズキ広場をメイン会場として、金曜日に前夜祭が開催され、続く土曜日に瀬戸大橋パレードや総おどりなどが行われるほか、坂出港中央埠頭沖ではライトアップされた瀬戸大橋をバックに海上花火大会が行われる。打ち上げ数は例年3,000発以上、2015年は第50回を記念して5,000発。大玉は香川県内最多の30連発打ち上げがある。最終日となる日曜日の夕刻からは市内の太鼓台10基が集結して太鼓台競演が行われる。

## 会場
- 坂出駅前ハナミズキ広場
- 坂出駅前通り
- 坂出港